# Riu Qingshui
Riu Qingshui és el nom que rep el riu Yuan en un dels seus trams superiors, abans de rebre les aigües del seu afluent, el riu Wu.